# Regles paral·lels

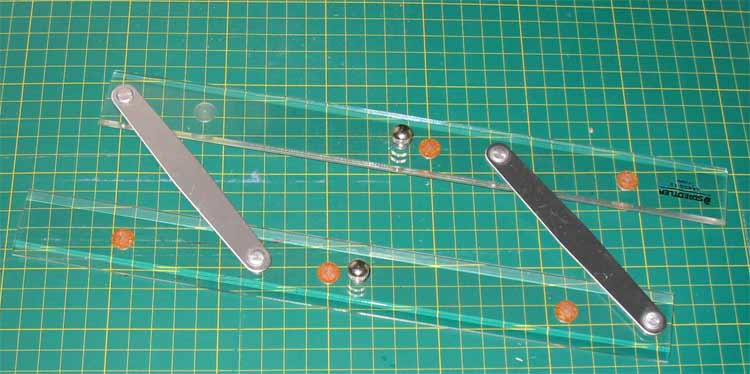
Regles paral·lels de plàstic amb els braços d'alumini.

Els  Regles paral·lels són un instrument de dibuix tècnic utilitzat pels navegants per traçar línies paral·leles sobre les cartes de navegació. L'eina consta de dos regles rectes units per dos braços que els permeten moure's més a prop o més lluny, tot mantenint-se sempre paral·lels entre si.

## Història
Els  Regles paral·lels van ser inventats sobre el 1584 per Fabrizio Mordente, però no van ser d'ús comú fins al segle xviii.

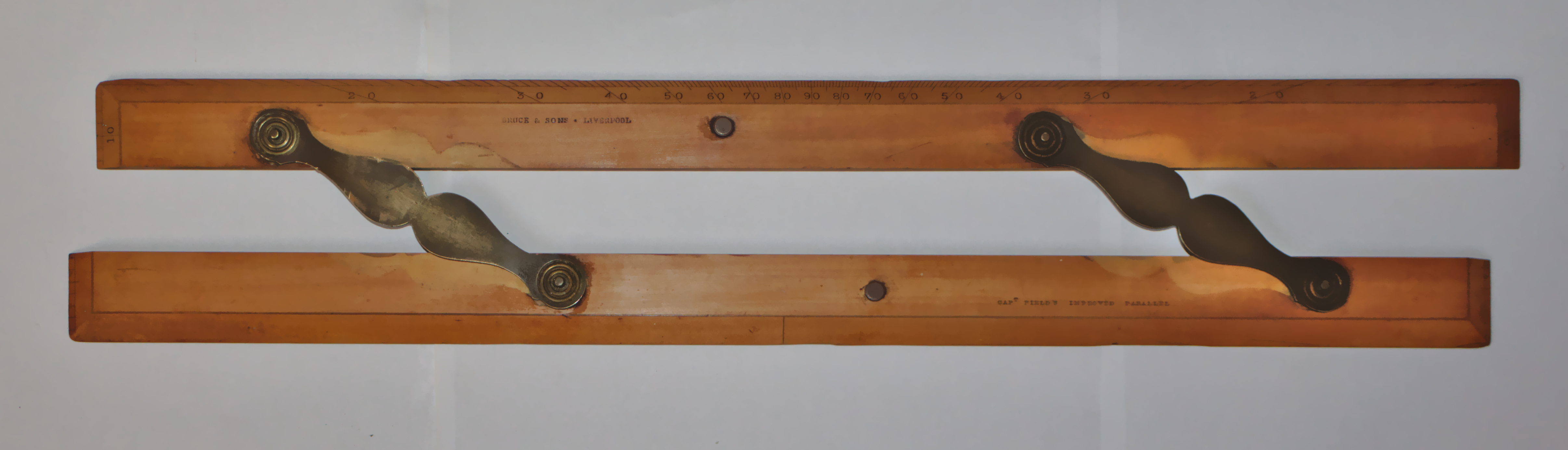
Regles paral·lels de camp millorades

Al segle xix, un capità Andrew William Field (c. 1796-1871) va millorar el disseny, afegint una escala transportadora pel cantó superior del regle, i un compàs puntes pel costat oposat, cosa que va fer la lectura més fàcil. Se'n conserven exemplars de boix, d'ivori i de banús, generalment amb frontisses de llautó. L'instrument en general té dos braços d'unió, però, en algunes ocasions, hi ha models que en tenen tres, de vegades l'articulació va ser de tipus tisora.

## Model de "corró"
Una altra variació molt pràctic és un model de "corró" que inclou uns rodets cilíndrics que fan que el regle es desplaci sempre en posicions paral·leles.